# Astor Place
Astor Place es una calle de una cuadra en los barrios de NoHo e East Village, en el bajo Manhattan de la ciudad de Nueva York. Recorre desde Broadway al oeste (justo en el cruce de la calle 8 Este y Lafayette Street. La calle comprende dos plazas en su intersección con Cooper Square, Lafayette Street, la Cuarta Avenida y la calle 8 – Alamo Plaza y Astor Place Station Plaza. El nombre "Astor Place" también se utiliza para nombrar al barrio alrededor de la calle. El nombre se usó en honor de  John Jacob Astor (que llegó a ser la persona más rica de los Estados Unidos), poco después de su muerte en 1848. Un proyecto de reconstrucción de 21 millones de dólares se inició en el 2013 y fue terminado en el 2016.

## Geografía
La American Guide Series ubica al distrito de Astor Place entre Houston Street hasta la calle 14, entre Broadway y la Tercera Avenida. The Encyclopedia of New York City ubica al vecindario entre la calle 4 y la calle 8, y desde Broadway hasta la Tercera Avenida.

## Historia
Astor Place fue conocido en un principio como Art Street. Desde 1767 hasta 1859, Vauxhall Gardens, en esta calle estaba ubicado un resort campestre. La zona pertenecía a John Jacob Astor, y Astor Place fue renombrada en su honor poco después de su muerte en 1848. En 1826, Astor había iniciado un vecindario de clase alta en el lugar en el que Lafayette Street separaba los jardines orientales de las casas occidentales. Los neoyorquinos ricos, entre ellos el propio Astor y otros miembros de la familia, construyeron mansiones a lo largo de esta vía central. Astor construyó la Biblioteca Astor en la porción oriental del vecindario como una donación a la ciudad. El arquitecto Seth Geer diseñó casas adosadas llamadas LaGrange Terrace para la zona y el área se convirtió en un distrito residencial de moda para la clase alta. Esta ubicación hizo que los jardines fuesen accesibles tanto a la gente de los distritos de Broadway como del Bowery.
Astor Place fue el sitio de la Astor Opera House, en la intersección de Astor Place, la calle 8 este y Lafayette Street. Construido para ser "el" teatro de moda en 1847, fue el lugar de los disturbios de Astor Place del 10 de mayo de 1849. El sentimiento antibritánico estaban tan excitado entre los irlandeses de Nueva York, como consecuencia de la Gran Hambruna, que encontraron una vía de escape en la rivalidad entre el actor estadounidense Edwin Forrest y el inglés William Charles Macready, quienes presentaban versiones de Macbeth en teatros cercanos. Las protestas en las calles contra Macready se hicieron tan violentas que la policía disparó a la muchedumbre. Hubo al menos 18 muertos y cientos de heridos. El teatro en sí mismo nunca se recuperó de la asociación con el disturbio y fue cerrado poco después. El interior fue demolido y el edificio se entregó en uso a la New York Mercantile Library.
Desde 1852 hasta 1936, Astor Place fue la ubicación de la Casa de la Biblia, sede principal de la American Bible Society.
En la segunda mitad del siglo XIX, el barrio estuvo habitado por varios de los neoyorquinos más ricos, incluyendo miembros de las familias Astor, Vanderbilt, y Delano. El editor y poeta William Cullen Bryant, y el inventor y empresario Isaac Singer vivieron en el vecindario en los años 1880. Para el nuevo siglo, sin embargo, almacenes e industrias se mudaron a la zona y la élite se mudó a lugares como Murray Hill, y el área cayó en deterioro. El vecindario fue revitalizado a fines de los años 1960 y 1970s.
La "Reconstrucción de Astor Place y Cooper Square" del Departamento de Transporte de la Ciudad de Nueva York avisó de la realización de algunos cambios en Astor Place a inicios del 2013. La calle terminaría en Lafayette Street en vez de continuar hasta la Tercera Avenida. Esto permitió la expansión de la "Alamo Plaza", donde se ubica el Alamo Cube, al sur de la vereda sur de Astor Place entre Lafayette Street y Cooper Square, y la creación de una vereda expandida al norte del edificio de la Fundación Cooper Union.  La entrada a la estación del mentro en Astor Place fue también rediseñada, y la Cuarta Avenida al sur de la calle 9 este y la parte occidental de Cooper Square fueron adecuadas para su uso sólo por autobuses con una vía pedestre creada en Cooper Square entre las calles 5 y 6. El tráfico de la zona cambió significativamente, al convertirse Astor Place, en el tramo entre Lafayette Street y la Tercera Avenida, de sentido este, y al convertirse la antigua vía bidireccional de buses de Cooper Square en una vía con sentido único hacia el norte. El proyecto de 16 millones de dólares fue propuesto inicialmente en el 2008, luego fue dejado de lado y vuelto a proponerse en el 2011. La construcción se inició en septiembre del 2013, y los trabajos terminaron en noviembre del 2016.

## Lugares de interés

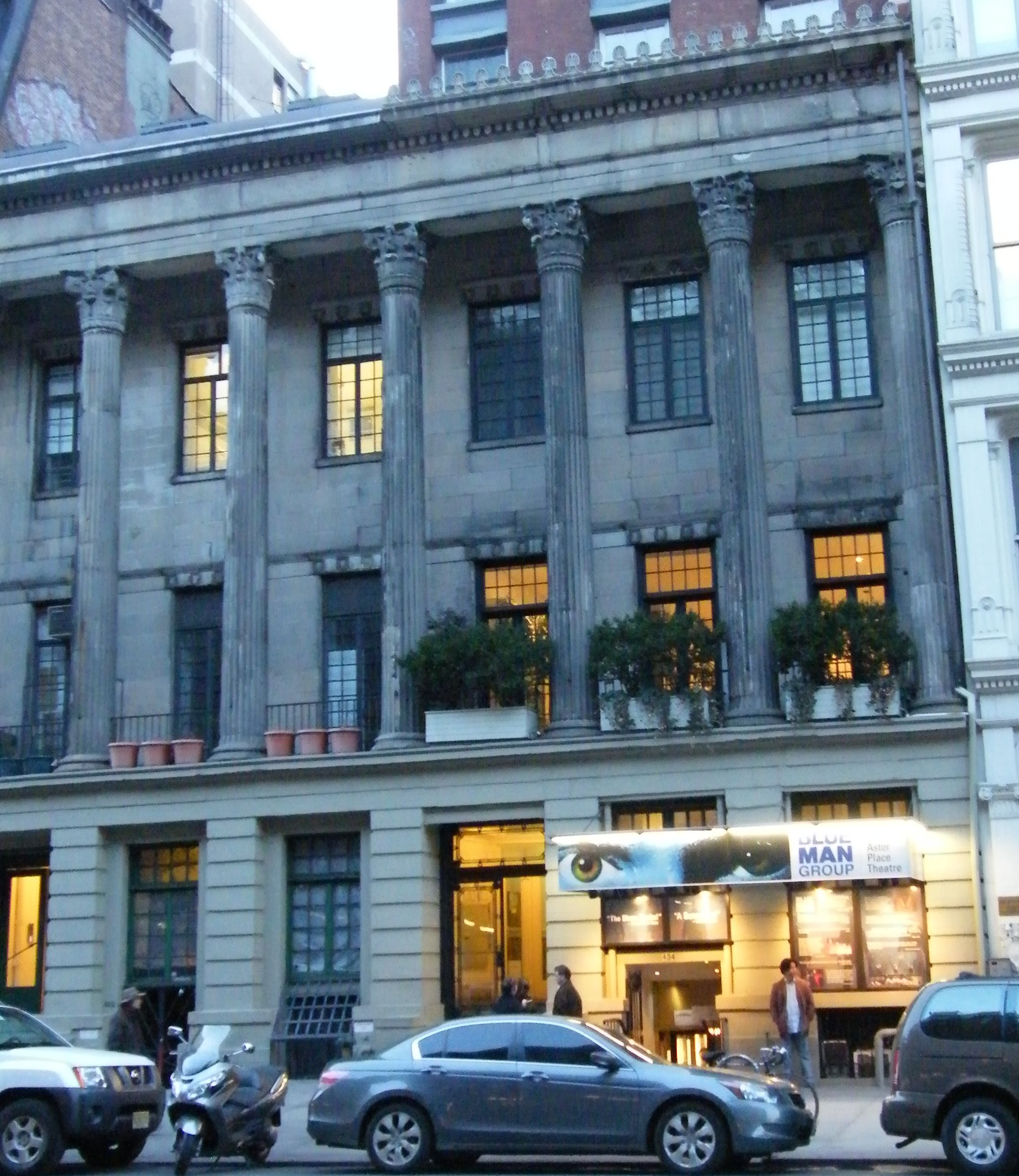
El Astor Place Theatre

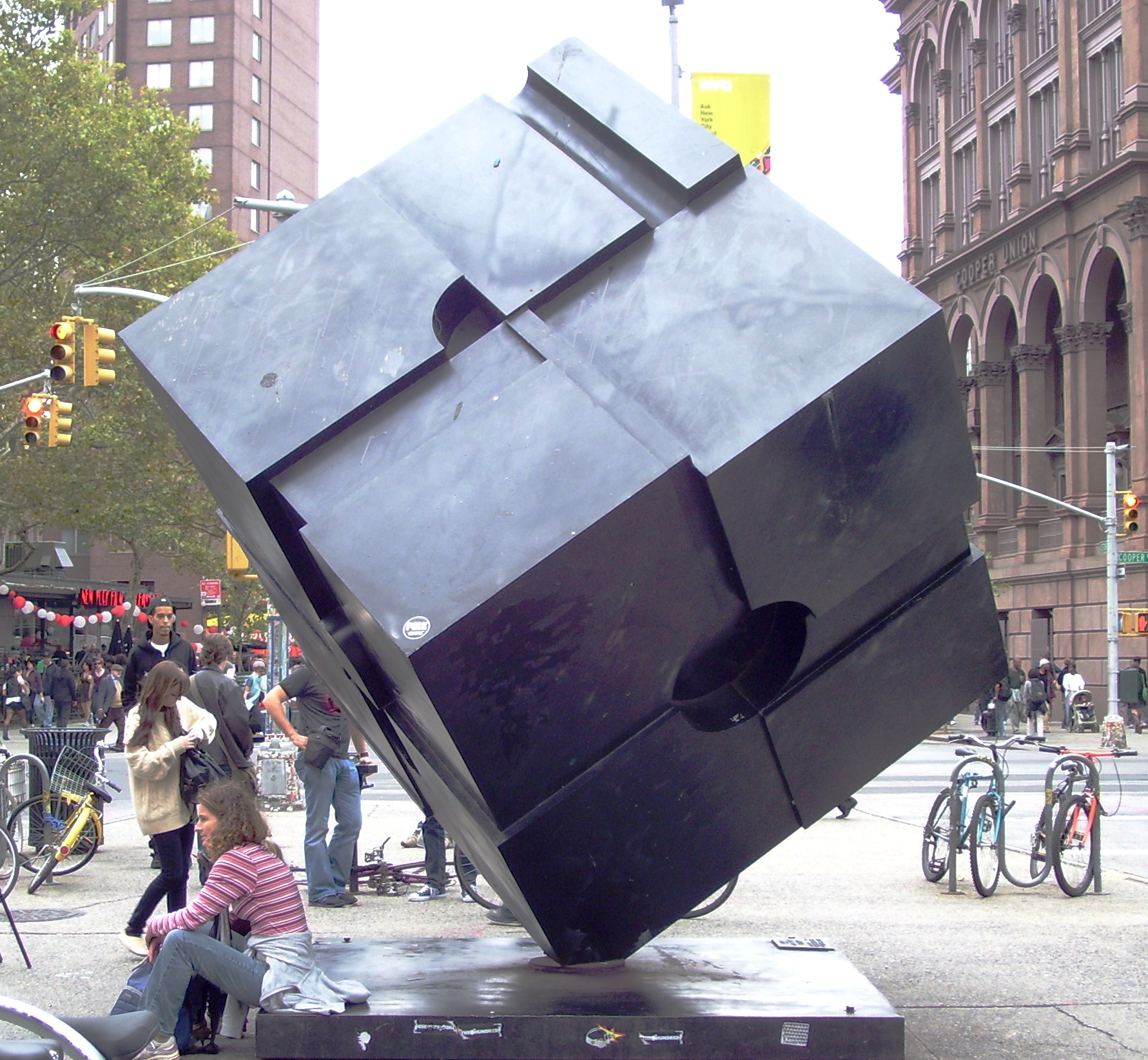
Alamo Cube en Astor Place, vista hacia el norte

El Astor Place Theatre del circuito off-Broadway, que actualmente cuenta con 299 asientos, se localizó en el monumento Colonnade Row en Lafayette Street, media cuadra al sur, desde 1969. Fue conocido por sus estrenos de obras de autores como Sam Shepard, pero desde 1991 ha sido la sede del Blue Man Group, que ahora es propietario del teatro. El Public Theater de Joseph Papp (sede del Festival de Shakespeare de Nueva York) se ubica cruzando la calle, en el edificio de la antigua Biblioteca Astor.
La isla con forma de trapecio en el centro de Astor Place es un popular lugar de encuentro y cenetro de mucha actividad de skateboarding. La isla es más notable por ser la ubicación de la escultura de Tony Rosenthal "Alamo", conocida propularmente como "El Cubo", que consiste en un gran cubo de metal negro montado sobre uno de sus vértices. Instalado en 1967 como parte de la iniciativa "Escultura y el Ambiente" organizado por el Departamento de Asuntos Culturales de la Ciudad de Nueva York, el Álamo se ha convertido en un lugar de encuentro en East Village. La escultura gira sobre su eje vertical, lo que tomará cierto esfuerzo a una persona pero puede ser realizado por dos sin mayor problema. En el 2003, el Cubo fue objeto de una broma por parte de "ATF squad" (All Too Flat, en inglés: "Todo demasiado plano") que lo convirtieron en un Cubo de Rubik gigante. Los miembros de la organización tuvieron cuidado durante la intervención ya que no buscaban destruir el objeto. El cubo se mantuvo pintado por casi 24 horas antes de que el mantenimiento de la ciudad removió los paneles de cartón pintado de la escultura. El 10 de marzo del 2005, el Departamento de Parques removió el Cubo para mantenimiento. El artista original y su personal remplazaron un tornillo extraviado e hicieron otras reparaciones menores. Una réplica improvisada de tubos de PVC llamado el Jello Cube en honor de Peter Cooper fue ubicado en su reemplazo. En noviembre dle 2005, el Cubo regresó con una nueva capa de pintura y aún puede ser girado.
Otros puntos de interés cercanos incluyen: 
- En 1860, Abraham Lincoln se dirigió al recién creado Partido Republicano con su discurso de Cooper Union. Dado en el gran salón de Cooper Union, el discurso sobre "el derecho genera poder" examinó el control federal de la esclavitud y los pensamientos de los firmantes de la Constitución Estadounidense. Cooper Union también albergó una de las primeras bibliotecas públicas.
- Una de las bibliotecas originales que dieron lugar a la Biblioteca Pública de Nueva York, La Biblioteca Astor tenía su sede en el Astor Library Building. El edificio es sede hoy del Joseph Papp Public Theater.
- La estación de metro Astor Place (trenes de las líneas 4, 6 y <6>) se encuentra entre las primeras 28 estaciones de metro y está en la Lista de Lugares Históricos del Estado de Nueva York. Los mosaicos del nombre de la plataforma muestran castores en tributo a John Jacob Astor, cuya fortuna se fundó en el comercio de pieles de castor.[18]: 4–5 [19]: 8
- El memorial de Peter Cooper hecho por Augustus Saint-Gaudens está una cuadra al sur en Cooper Square.
- 21 Astor Place (también conocido en inglés como "Clinton Hall" o "13 Astor Place") se levanta en el sitio donde estuvo antes la Astor Opera House. Luego de los disturbios de Astor Place, el edificio se convirtió en sede de la New York Mercantile Library, que lo usó hasta 1890, cuando fue derrumbaad y se construyó el edificio actual de 11 pisos. La biblioteca dejó el inmueble en 1932 y el edificio se convirtió en la sede principal de un sindicato. Hoy ha sido remodelada y convertida en un condominio moderno detrás de la fachada del siglo XIX original, un ejemplo de la tecnología del fachadismo.[20]
- La  Oficina Postal de Cooper Station, construida en los años 1920, se ubica tres cuadras al norte.
- El último Kmart en Manhattan estuvo ubicado en Astor Place antes de su clausura en julio del 2021.[21]